# Rupertia
Rupertia es un género de plantas con flores con tres especies perteneciente a la familia Fabaceae. Es originario de Norteamérica.

## Especies
- Rupertia hallii
- Rupertia physodes
- Rupertia rigida